# Губерт Баумгартнер
Губерт Баумгартнер (нім. Hubert Baumgartner; нар. 25 лютого 1955, Вольфсберг) — австрійський футболіст, воротар. По завершенні ігрової кар'єри — футбольний тренер.
Як гравець насамперед відомий виступами за клуби «Аустрія» (Відень), «Рекреатіво» та «Адміра-Ваккер», а також національну збірну Австрії.

## Клубна кар'єра
У дорослому футболі дебютував 1973 року виступами за команду клубу «Леобен», в якій провів один сезон, взявши участь у 15 матчах чемпіонату.
Своєю грою за цю команду привернув увагу представників тренерського штабу віденської «Аустрії», до складу якого приєднався 1974 року. Відіграв за віденську команду наступні п'ять сезонів своєї ігрової кар'єри. Більшість часу, проведеного у складі віденської «Аустрії», був основним гравцем команди.
1979 року уклав контракт з іспанським клубом «Рекреатіво», у складі якого провів наступні три роки своєї кар'єри гравця.
З 1982 року шість сезонів захищав кольори команди клубу «Адміра-Ваккер». Граючи у складі «Адміри-Ваккер» також здебільшого був основним голкіпером команди.
Завершив професійну ігрову кар'єру у клубі «Санкт-Пельтен», ворота команди якого захищав протягом 1988—1989 років.

## Виступи за збірну
1978 року дебютував в офіційних матчах у складі національної збірної Австрії. Протягом кар'єри у національній команді, яка тривала усього один рік, провів у формі головної команди країни лише одну гру.
У складі збірної був учасником чемпіонату світу 1978 року в Аргентині.

## Кар'єра тренера
Розпочав тренерську кар'єру невдовзі по завершенні кар'єри гравця, 1990 року, очоливши тренерський штаб клубу «Санкт-Пельтен».
В подальшому також очолював команду клубу «Рапід» (Відень) (в сезоні 1993—1994).
Наразі останнім місцем тренерської роботи був клуб ЛАСК (Лінц), команду якого Губерт Баумгартнер очолював як головний тренер 1997 року.

## Титули і досягнення
- Чемпіон Австрії (3):

«Аустрія» (Відень): 1975–76, 1977–78, 1978–79
- Володар Кубка Австрії (1):

«Аустрія» (Відень): 1976–77